# Лесик Панасюк
Лесик Панасюк (справжнє ім'я: Панасюк Олексій Геннадійович) (нар. 16 жовтня 1991, Житомир) — український поет, перекладач, митець і дизайнер.

## Біографія
Автор книг «Камінь дощу» (ГО «Форум видавців», 2013), «Справжнє яблуко» («Смолоскип», 2014) та «Крики рук» (kntxt, 2018), «Розкидані обличчя» (Pogranicze, 2023), «Портрет сонця в бомбосховищі» (спільно з Дариною Гладун) (Ars Cameralis, 2023), «Сніданок поблизу чорної діри» («Дух і Літера», 2025). Автор збірки Muzică de sub pământ у рамках книги Insula Timpului (Tracus Arte, 2019), що вийшла в перекладі румунською. Автор збірки Letters of the Alphabet Go to War (Sarabande Books, 2025), що вийде в англійському перекладі. Один з авторів книги для дітей про видатних українок «Це теж зробила вона» («Видавництво», 2018). Співавтор короткого жанру поетичного жука.
Перекладає сучасну літературу з білоруської, російської, польської, англійської мов. Має окремі переклади з латиської, німецької та румунської. Перекладач і співперекладач книги Дмитра Кузьміна «Ковдри не передбачені» («Крок», 2018), книги Вальжини Морт «Епідемія троянд» (Люта справа, 2019), книги Артьома Вєрлє «Як пробачити сніг» (kntxt, 2019), книги Сергія Прилуцького «Еврідіка не озирається» (Люта справа, 2021), антології сучасної білоруської поезії «ЖЫВЕ БЕЛАРУСЬ! За нашу і вашу свободу!» (2020), антології білоруської поетичної революції «БумБамЛіт» (Люта справа, 2021), віршів для збірки Ії Ківи «Ми прокинемось іншими: розмови з сучасними білоруськими письменниками про минуле, теперішнє і майбутнє Білорусі» (Книги XXI, 2021), книги Станіслава Бельського Quaternion (Red Moon Press, 2024), книги Іллі Камінського «Глуха республіка» («Дух і Літера», 2025).
Лауреат низки поетичних конкурсів: Літературний конкурс видавництва «Смолоскип» (2013, 2014), Молода республіка поетів (2013), Міжнародна слов'янська поетична премія (2018) тощо. Учасник багатьох фестивалів та мистецьких акцій в Україні та за кордоном. Твори перекладені івритом, малаяламом, бенгальською, гінді, арабською, білоруською, грузинською, російською, болгарською, шведською, польською, литовською, естонською, чеською, угорською, румунською, сербською, хорватською, словацькою, німецькою, французькою, італійською, іспанською, португальською, англійською та українською жестовою мовою, друкувалися в українській та закордонній періодиці.
Член PEN Ukraine з 2023 року.
Створював дизайн для Tikkurila, Kolorit, World Bank, USAID, Німецько-Української промислово-торговельної палати тощо. Дизайнував понад сотні обкладинок для десятків українських і закордонних видавництв.
- У лютому 2010 року взяв участь у «Ліричних виборах» «поетичного Президента України». Захід був організований «Молодою літературою» у день голосування другого туру Президентських виборів 2010 року. Перемогла молода поетка Карина Тумаєва.[9]
- У лютому 2012 року став учасником проєкту художниці Марії Павленко «Місто Снігу». Проєкт був представлений відразу на трьох майданчиках: на заводі «Теплозвукоізоляція» (спецпроєкт «Фабрика Снігу»), в Малій Галереї Мистецького Арсеналу (головний проєкт «Сніг») і в книжковому магазині «Чулан» (спецпроєкт «Сніжинка»). Спецпроєкт «Сніжинка» об'єднав інтерпретації українських поетів образу міста снігу із графічними роботами художниці, в які вони власноруч вписали свої тексти. Разом з Лесиком Панасюком до проєкту долучились Дмитро Лазуткін, Любов Якимчук, Олег Коцарев, Юлія Стахівська та Ярослав Гадзінський. «Місто Снігу» — промислова казка про нове джерело енергії і цивілізацію, яка утворилася довкола нього. Проєкт розвиває образ міфу про ядерну зиму, котрий виник з розвитком ядерної енергетики та зосереджує увагу на енергетичній пастці, в якій опинилося людство.[10]
- У травні 2013 року став учасником проєкту Вікторії Черняхівської «Тканина віршів». Вірші українських поетів були перетворені на розкішні ілюстрації вишиті в техніці фрістайл. Участь у проєкті взяли 60 поетів.[11]
- У вересні 2013 став учасником проєкту «Жінки гоголя» у рамках фестивалю «Гогольфест» у якості музиканта. Концепція проєкту ґрунтувалася на статті, яку Гоголь написав ще у юності, «Женщины», у котрій возвеличував Жінку, адже вона — ідеальна істота, а чоловік лише може робити спроби дотягнутися до неї, але йому все одно це не вдасться. Тому в проєкті «Жінки Гоголя» на сцені присутніх завжди було двоє: Вона — жінка Гоголя — ідеальна Поетка, яка розривала свідомість присутніх своїми текстами, та він — Поет, який не виконував своєї безпосередньої мистецької функції — тобто не читав поезії, а «обслуговував» Поетку музично. Це не була поезія під музику чи музика під поезію, адже унікальні ексклюзивні композиції, створювалися конкретними мистецькими парами спеціально для фестивалю. Новостворені дуети презентували: Оксана Гаджій та Лесик Панасюк, Анна Малігон та Томаш Деяк, Світлана Поваляєва та Артем Полежака, Олена Степаненко та Павло Коробчук, Таня-Марія Литвинюк та Василь Карп'юк, Карина Тумаєва та Гєник Бєляков.[12]
- У квітні 2014 року вірші Лесика Панасюка стали частиною проєкту «Озеленення території» в рамках фестивалю «КобзарТ». Проєкт був презентований у галереї «Лавра», де молоді актори — Наталка Костенко, Роберт Фельдман, Валентин Касьян, Юлія Єфименко, Антон Литвинов, Ольга Трубецька — читатли твори молодих поетів: Мідної, Зази Пауалішвілі, Василя Карп'юка, Богдана-Олега Горобчук, Михайла Жаржайла, Лесика Панасюка. Поетичний перфоманс доповнила жива фортепіанна музика і відео-арт від Ігоря Цикури зі студії «Антресоля».[13]
- У квітні 2014 року став учасником проєкту від мистецької групи Salve та видавництва Laurus «Словосни авантюрних поетів». Проєкт був презентований на Мистецькому Арсеналі, як колекція листівок з ілюстраціями та віршами українських художників та поетів. Разом з Лесиком Панасюком учасниками стали Павло Коробчук, Герасим'юк Олена, Ярослав Гадзінський, Мідна, Юлія Нестерова, Дмитро Лазуткін, Заза Пауалішвілі, Богдан-Олег Горобчук, Олег Коцарев, Мирослав Лаюк, учні школи «Агуф».[14]
- У травні 2014 року долучився до акції «Словосад» від літературного порталу «Літцентр» (тоді «Літфест»). Проєкт зібрав українських поетів для посадки дерев на різних локаціях Києва. Кожен поет заздалегідь готував один вірш, і, перш ніж садити дерево, його зачитував. Папір, на якому було записано поезію, клали прямо в коріння дерев. Під час акцій «Словосаду» у Києві посадили дерева більше 20 поетів.[15]
- У жовтні 2014 року став учасником проєкту «Shevchenko's Sources. 2014 | Шевченкові джерела. 2014», що відбувся в Українському Музеї у Нью-Йорку. «Шевченкові джерела» — це поетично-музичний вечір, що складався з концерту бандуриста Юліяна Китастого, танцю Інки Юслін під музику бандури та відеопрезентацій віршів молодих українських поетів: Лесика Панасюка, Олега Коцарева, Ярослава Гадзінського, Михайла Жаржайла, Богдана-Олега Горобчука, Богуслава Поляка, Галини Крук, Мирослава Лаюка, Зази Пауалішвілі, Павла Коробчука, а також Тараса Малковича, який прочитав англійською власні переклади віршів, які звучали на вечорі.[16]
- У квітні 2015 став учасником підпільних поетичних боїв «Клуб бойових митців», Президентом якого є Дмитро Лазуткін. Правила боїв, жорстко регламентовані. Переможців визначають глядачі, шляхом персонального голосування. Голос Президента — вирішальний. Але він вимагається тільки тоді, коли симпатії глядачів розділяються на рівно. Переможець кожного двобою отримує медаль з рук самого Президента. Абсолютний переможець турніру не визначається, бо у клубі є тільки один абсолютний переможець — Президент.[17]
- У червні 2015 року став резидентом та учасником міжнародного фестивалю «Славянскі вянок | Слов'янський вінок» у місті Береза (Білорусь).[18]
- У вересні 2016 року став учасником проєкту від поетичної платформи «Literary stage| ЛітСтейдж». Проєкт був презентований на Форумі Видавців під назвою «Поетичні листівки від Лістейджу». Листівки містили ілюстрації Відани Білоус та вірші українських поетів. У проєктів взяли участь 27 поетів. У вересні 2017 року на черговому Форумі Видавців була презентована нова колекція листівок. Цього разу вірші були проілюстровані Віданою Білоус і Катериною платон. До нової колекції листівок долучилось 25 поетів.[19]
- У грудні 2016 разом з став резидентом та учасником X міжнародного фестивалю «Puls Literatury | Пульс Літератури» в Лодзі (Польща).[20]
- У січні 2017 року став учасником проєкту Андрія Шийчука Poetry Beat, у якому вірші українських поетів поєднувались із електронною музикою.[21]
- У травні 2017 року став учасником проєкту «Долаючи тишу» разом з Дариною Гладун, Богданом-Олегом Горобчуком, Еллою Євтушенко, Тарасом Малковичем. «Долаючи тишу» — цикл із 5 відеопоезій, де піднімається тема людей з вадами слуху. Проєкт носить некомерційний характер і реалізується за підтримки Міністерства культури України і Благодійного фонду «Смолоскип». Партнером проєкту виступив мобільний оператор lifecell, який вже кілька років поспіль реалізує проєкт з підтримки людей з вадами слуху. Проєкт переміг у Третьому національному конкурсі «СУК/CUC(Сучасне українське кіно)» у рамках фестивалю «Гогольфест» та отримав «Золотий СУК» у номінації «Найкращий сучасний український відео-арт».[22]
- У липні 2017 року разом із Дариною Гладун на театральному фестивалі Osten-Saken (Немішаєве) поставив літературний перформанс «На руїнах».[23]
- У вересні 2017 року в рамках 24 Форуму видавців став учасником проєкту «Вірш-Плакат» разом із Юрієм Завадським, Катериною Бабкіною, Катериною Міхаліциною, Павлом Коробчуком, Тарасом Малковичем, Василем Карп'юком та Оленою Герасим'юк. «Вірш-Плакат» — це виставка плакатів, створених на вірші сучасних українських поетів.[24]
- У листопаді 2017 року разом із Дариною Гладун започаткував освітній мистецький проєкт «Поезія. Переклад. Перформанс».[25]
- У березні 2018 року разом із Богданом-Олегом Горобчуком, Еллою Євтушенко, Дариною Гладун, Тарасом Малковичем та Лідою Зінько став резидентом та учасником українсько-французького проєкту «Re-co-naissance et dignité». Це спільний проєкт режисера Клемана Перетятка (Театральна компанія «Collapse») та мисткині Ліди Зінько. Він є частиною творчого циклу «45 millions d'Ukraine» («45 мільйонів українців»), який об'єднує театральні постановки на українську тематику. «Re-co-naissance et dignité» — це театральний перформанс, основою якого стали тексти молодих українських поетів, які звучали українською та французькою мовами. В одному дійстві поєднаються сучасний театр, відеопоезія та театр тіней, відправною точкою для яких стали вірші, написані авторами протягом останніх декількох років. Перформанс був показаний у Парижі, Ліоні та Шазель-сюр-Ліоні (Франція).[26]
- У липні 2018 року в рамках Ночі у PinchukArtCentre разом із Любов'ю Якимчук, Богданом-Олегом Горобчуком, Ією Ківою, Олегом Коцаревим і Дариною Гладун у просторі робіт Рейчел Уайтред читав свої твори на тему соціальної, політичної реальності, як діалог між українським баченням демократії та міжнародним контекстом.[27]
- У серпні 2018 року став учасником інклюзивного мистецького проєкту Олександри Смірнової та Тетяни Деордієвої «Почути». Це проєкт, де мистецтво знаходить нові форми і шляхи взаємодії. Жестовою мовою його учасники розповідають поезію, творять театральні вистави, літературні вечори, книжкові заходи, музичні концерти, шкільні уроки.[28]
- У вересні 2018 року в Харкові друком вийшла книга «Нейролірика». Це збірка текстів, створених рекурентною нейронною мережею, на основі віршів, що написані гекзаметром, чотиристопним ямбом, поезії модернізму (1900—1930), покоління «Вавилона», а також віршів певних авторів: Осипа Мандельштама, Лесика Панасюка та Галини Римбу. В якості прикладів «поетів різних епох» — вірші Гомера, Анни Ахматової, Владислава Ходасевича та Андрія Сен-Сенкова. Завершує збірку інтерв'ю з Борисом Орєховим — лінгвіст і співавтор підручника «Поезія» розповідає, як саме нейронна мережа «пише» вірші; і післямова Кирила Корчагіна, у якій подані його роздуми про феномен нейронної мережі.[29]
- У квітні 2019 року став учасником міжнародного проєкту Wiersze w mieście (Польща). Проєкт має на меті популяризувати сучасну європейську поезію. Цілий місяць у Варшаві плакати з віршами в оригіналі та в перекладі польською були розміщені на сіті-лайтах, також листівки з віршами можна було знайти в кав'ярнях, книгарнях і бібліотеках. Проєкт існує вже 3 роки і темою віршів цьогоріч було кохання.[30]
- У травні 2019 року разом із Дариною Гладун став співкуратором лабораторії перформансу в рамках Семінару творчої молоді (Ірпінь).[31]
- У травні 2019 року разом із Дариною Гладун став одним із учасників від України на Венеційській бієнале. Кураторами Українського павільйону стала «Відкрита група» — мистецьке об'єднання Юрія Білея, Антона Варги, Павла Ковача та Станіслава Турині, які підготували проєкт «Падаюча тінь» Мрії «на Сади Джардіні». За задумом художників, під час відкриття бієнале літак Ан-225 «Мрія» пролетів над Венецією, і тінь цього найбільшого і найпотужнішого в світі транспортного літака на кілька секунд впала на Сади Джардіні. На його борту знаходився жорсткий диск з інформацією про всіх художників України, які погодяться взяти участь в перформансі.[32]
- У вересні 2019 року закінчив Школу перформансу під керівництвом Януша Балдиґи в рамках Днів мистецтва перформанс у Львові. Школа перформансу — мистецький та освітній проєкт, що базується на понад десятирічній традиції фестивалю акціоністського мистецтва — Дні мистецтва перфоманс у Львові, і надалі залишається єдиною професійною освітньою платформою в Україні.[33]
- У вересні 2019 року разом із Дариною Гладун створив проєкт брендингу міста Буча. Проєкт брендингу знаходиться на платформі Behance.[34]
- У вересні 2019 року став учасником проєкту Sound&Poetry Algorithmen від Ґете-Інституту разом із Дариною Гладун, Зазою Пауалішвілі, Богданом Куценко, Христиною Халімоновою, Анною Алєксєєвою, Сергієм Кащеєвим, Михайлом Горбачовим та музичним гуртом Landshaft (Ульріке Альмут Зандіґ і Григорій Семенчук). Музично-поетичний концерт відбувся в рамках 26 BookForum. SPA-проєкт розпочав серію заходів Ґете-Інституту, які мають за мету презентувати діячів німецької читацької сцени, німецькомовних поетичних слемів  та літературних перформансів, а також створити умови для мистецького діалогу між ними та українською сценою.[35]
- У жовтні 2019 року на фестивалі Air ГогольFest у Вінниці разом із Дариною Гладун і Сергієм Кащеєвим презентували музично-поетичний проєкт «Контрапункт». Сергій Кащеєв — автор музики, Лесик Панасюк і Дарина Гладун — автори тексту. Також разом із Дариною Гладун поставив перформанс «Я тримаю прапор (О)».[36]
- У червні 2020 року взяв гран-прі в конкурсі докамерових перформансів у рамках Лабораторії перформансу Семінару творчої молоді, що вперше відбувся онлайн. До складу журі ввійшли: Марія Гоїн, Володимир Топій та Ярина Шумська.[37]
- У липні 2020 року став учасником Фестивалю сучасної української поезії, що відбувся онлайн у рамках програми ім. Данила Гусара Струка Канадського інституту українських студій (КІУС) Альбертського університету. Щотижня протягом липня і серпня українські поети й поетки читали свої вірші та відповідали на запитання слухачів. У фестивалі взяли участь: Маріанна Кіяновська, Галина Крук, Остап Сливинський, Оксана Луцишина, Дарина Гладун, Мирослав Лаюк, Ія Ківа, Антон Полунін, Олег Коцарев, Лесик Панасюк, Михайло Жаржайло, Вано Крюґер, Ірина Шувалова, Олена Гусейнова, Яніс Сінайко, Серго Муштатов.[38]
- У листопаді 2020 року разом із Дариною Гладун провів майстер-клас із поетичного перформансу під назвою «Дніпро поетичний» в рамках освітньої програми «Гімназія» DNIPro Gogol Fest. Також разом із Дариною Гладун презентував музично-поетичний проєкт «Курси підвищення кваліфікації». Поезія: Лесик Панасюк і Дарина Гладун, музика: dreamdrift, Andrew Caturday, відеоряд: dreamdrift.[39]
- У лютому 2021 року взяв участь у поетичному вечорі «ЛУбов» у рамках заходів мистецького проєкту «Леся Українка: 150 імен», що відбувався в Українському домі до 150-річчя від дня народження Лесі Українки. Під час заходу українські поети й музиканти читали вірші Лесі Українки. Учасниками вечора стали: Мирослав Лаюк, Дмитро Лазуткін, Олена Гусейнова, Богдан-Олег Горобчук, Елла Євтушенко, Катріна Хаддад, Лесик Панасюк, Дарина Гладун, Сергій Жадан (запис), Даніела Заюшкіна (запис), ONUKA (запис), Alina Pash (запис), Дмитро Шуров.[40]
- У березні 2021 року став учасником міжнародного онлайн-проєкту Voice with Shanta, який створила бангладеська письменниця, вчителька та громадська активістка Шанта Фар'яна. Вона запрошує поетів із різних куточків світу, які у прямому ефірі відповідають на різні запитання, читають свої вірші, а Шанта Фар'яна читає власні переклади цих віршів бенгальською мовою.[41]
- У березні 2021 року до міжнародного Дня поезії взяв участь у мундіалі поезії латиноамериканського журналу Revista Kametsa. Поети із різних куточків світу записували на відео один свій вірш, який журнал перекладав іспанською та поширював у мережі.[42]
- У травні 2021 року взяв участь в онлайн-зустрічі українських поетів у рамках TEERANDAZ International Festival of Poetry, міжнародного онлайн проєкту доктора Масуда Уззамана (Бангладеш). Поети читали вірші в оригіналі, а доктор Масуд читав власні переклади цих віршів бенгальською мовою.[43]
- У серпні 2021 року поставив перформанс «Капуста» в рамках вечора Archive : performance art of Ukraine у Києві.[44]
- У вересні 2021 року став учасником поетично-музичного проєкту «Приватний портрет» в рамках фестивалю Book Space у Дніпрі. Музика: Елли Євтушенко та Віталія Кияниці; відеоряд: Слави Піун; вірші: Лесика Панасюка, Дарини Гладун, Вано Крюґера, Гєника Бєлякова та Богдана-Олега Горобчука.[45]
- У вересні 2021 року в Бучанському міському парку поставив перформанс «Відро води» в рамках Equinox to Equinox.[46]
- У жовтні 2021 року взяв участь у фестивалі Translatorium у Хмельницькому. У рамках фестивалю біля входу в Мистецький дворик експонувалася 3d-поезія Лесика Панасюка «War»[47] та відбулася дискусія «Білорусь-Україна. Пізнання літератури крізь середовище протесту», учасники: Лесик Панасюк, Дарина Гладун, Алєсь Плотка, модераторка: Анаїд Агаджанова.[48]
- У жовтні разом із Дариною Гладун провів воркшоп із блекаут-поезії в рамках фестивалю Air Fest Vinnytsia.[49]
- У листопаді 2021 року Бучанська міська рада затвердила брендинг Бучанської громади, розроблений Лесиком Панасюком.[50]
- У січні 2022 року став учасником проєкту «.doc». Це експериментальний музичний альбом на вірші сучасних українських поетів і поеток, за їхньої участі було зняте відео на кожен трек альбому. Вірші та голос: Лесик Панасюк, Дарина Гладун, Богдан Куценко та Заза Пауалішвілі, музика й відео: dreamdrift.[51]
- У лютому взяв участь у поетичному вечорі в галереї «Тадзьо» під назвою «Кохання переможе війну».[52]
- У березні 2022 року відбувся білінгвальний захід на підтримку України, де звучали вірші сучасних українських поетів (Лесика Панасюка, Юлії Мусаковської, Остапа Сливинського, Галини Крук, Юрія Тарнавського, Оксани Луцишиної, Мирослава Лаюка, Василя Махна, Анни Грувер, Дарини Гладун, Олега Коцарева та іннши) в оригіналі та в перекладах івритом (переклади читали сучасні ізраїльські поети).[53]
- У березні 2022 року під час благодійного концерту для України у Варшаві звучали вірші українських поетів (Лесика Панасюка, Дарини Гладун, Василя Голобородька, Любові Якимчук і Галини Крук) у перекладах Анети Камінської.[54]
- У квітні 2022 року взяв участь у онлайн-заході "Your Language My Ear" Ukrainian Poetry in Translation Readings, організований PEN America та організацією Poets in Need. Сучасні українські поети (Лесик Панасюк, Остап Сливинський, Борис Херсонський, Людмила Херсонська, Анна Грувер, Ія Ківа та Олег Богун) читали свої вірші в оригіналі, а перекладачі читали переклади.[55]
- У квітні 2022 року взяв участь у благодійному заході WAR POETRY DJ SET від Translatorium. Сучасні українські поети (Лесик Панасюк, Тетяна Радіонова та Олексі Чупа) виконували свої твори під музичний супровід українських музикантів (Ostapchuk, Євген Манко (La Horsa Bianca), sokil 23, Beeo Igor Beeo Budnetskiy).[56]
- У травні 2022 року взяв участь у міжнародній онлайн-події Threatening Poetry від Literarisches Colloquium Berlin. Караторка події: Дарина Гладун. Учасники: Лесик Панасюк, Любов Якимчук, Катерина Годік (Україна); Анета Камінська (Польща), Рамунє Брундзайте (Литва); Артіс Оступс (Латвія); Каур Ріісмаа (Естонія); Александру Вакуловскі (Молдова); Ека Кеванішвілі (Грузія); Ґхаят Альмадхоун (Сирія-Швеція). Поети розповідали про власний досвід війни та читали вірші в оригіналі з трансляцією перекладів німацькою та англійською мовами.[57]
- У травні в Національному театрі імені Міхая Емінеску в Молдові відбулася прем'єра театральної постановки на вірші українських, молдовських та румунських поетів REQUIEM PENTRU BUCEA/Реквієм за Бучею. У виставі були використані румунські переклади віршів Лесика Панасюка, Бориса Гуменюка, Ії Ківи, Григорія Семенчука та Анастасії Афанасьєвої. Також після закінчення вистави продемонстрували звернення Лесика Панасюка до глядачів, організаторів та людей, які підтримують українську культуру.[58]
- У травні 2022 року у стокгольмському театрі Dramaten (Швеція) відбулася прем'єра постановки Röster om Ukraina («Голоси України») на вірші Лесика Панасюка і Дарини Гладун, а також тексти українських драматургів: Наталії Блок, Максима Курочкіна, Наталії Ворожбит, Олега Михайлова та Ганни Яблонської.[59]
- У травні 2022 року взяв участь у події New Ukrainian War Poems, яку організовував портал Читомо. На онлайн-вечорі звучали вірші українською та в перекладі англійською.[60]
- У травні 2022 року разом із Катериною Міхаліциною взяв участь у Mashiv Haru'ach Poetry Festival (Ізраїль). Фестиваль відбувався онлайн, звучали вірші українською та в перекладі івритом, також учасники розмовляли про російсько-українську війну, літературу під час війни та її функцію.[61]
- У жовтні 2022 року разом із Юлією Мусаковською, Іриною Шуваловою та Вільямом Блекером узяв участь в онлайн події із серії Russia’s War on Ukraine, що організовували університет Мельбурна, Фундацією українознавчих студій в Австралії та Асоціацією україністів Австралії та Нової Зеландії. Модерував захід Алесандро Акілі.[62]
- У грудні 2022 року взяв участь у літературному вечорі в рамках резиденції від Literary Colloquium Berlin разом із румунською письменницею Міруною Владою та французьким письменником Андре Борбе (Берлін, Німеччина).[63]
- У грудні 2022 року відбувся фестиваль поезії Delhi Poetry Festival, в рамках якого свої переклади (мовою гінді) сучасних українських авторів та авторок читатав індійський поет Nidheesh Tyagi. Звучали вірші Лесика Панасюка, Галини Крук, Сергія Жадана, Мар'яни Савки, Катерини Калитко, Ірини Шувалової та Ії Ківи.[64]
- У грудні 2022 року взяв участь у презентації німецької антології української та грузинської поезії про війну Säe den Weizen, Ukraine у Literarischer Salon Ekke Maaß (Берлін, Німеччина).[65]
- У грудні 2022 року в Хмельницькому відбувся творчий вечір Лесика Панасюка в рамках роботи Літературної мережі проєкту «Підтримка внутрішнього культурного діалогу в Україні», за ініціативи Міжнародної літературної корпорації Meridian Czernowitz.[66]
- У лютому 2023 року разом із Анастасією Афанасьєвою взяв участь у події в рамках серії літературних зустрічей з українськими письменниками, організовану Дартмутським коледжем (Гановер, США).[67]
- У лютому 2023 року взяв участь у заході до річниці повномасштабного вторгнення «Fierce February / Лютий Лютий», що відбувся в Ґетеборзі, Швеція.[68]
- У жовтні 2023 року разом із Іллю Камінським узяв участь в онлайн-заході Writing and Translating Poetry in Times of War від Принстонського університету. Модерувала захід Ганна Лелів.[69]

## Твори

### Поезія
- Тільки двоє (поетичний зін, спільно з Павлом Данілевичем) (Житомир, 2009)
- Камінь дощу [Архівовано 19 серпня 2018 у Wayback Machine.] (Львів, 2013)
- Справжнє яблуко [Архівовано 19 серпня 2018 у Wayback Machine.] (Київ, 2014)
- Крики рук [Архівовано 19 серпня 2018 у Wayback Machine.] (білінгвальна і перекладна версії; переклади російською Станіслава Бельського, Катерини Деришвеої, Ії Ківи, Володимира Коркунова, Дмитра Кузьміна) (Харків, 2018)
- Документація тіла (поетичний зін, спільно з Дариною Гладун) (Буча-Київ-Львів, 2018)
- Muzică de sub pământ (в межах збірки на чотирьох авторів Insula Timpului, спільно з Галиною Римбу, Катериною Деришевою, Володимором Коркуновим; переклад румунською Івана Пілкіна) (Бухарест, 2019)
- Розкидані обличчя / Rozrzucone twarze (білінгвальна; переклад польською Анети Камінської) (Сейни, 2023)
- Портрет сонця в бомбосховищі / Portret słońca w schronie przeciwbombowym (спільно з Дариною Гладун; білінгвальна; переклади польською Анети Камінської) (Катовиці, 2023)
- Сніданок поблизу чорної діри (Київ, 2025)
- Реклама рук і ніг (в межах збірки на чотирьох авторів «Жуки поетичні», спільно з Олегом Коцаревим, Богуславом Поляком та Олегом Клюфасом) (Київ, 2025)
- Літери абетки йдуть на війну / Letters of the alphabet go to war (переклад англійською Кеті Ферріс та Іллі Камінського) (Луїсвілл, 2026)

### Антології
- Альманах «Оксія» Поетичний марафон (Житомир, 2009, 2010, 2011)
- Каштановый дом: Литературный альманах выпуск 7 (Київ, 2011)
- Вітер змін: збірка поезій різних авторів (Рівне, 2012)
- Ватерлиния: Сборник стихотворений финалистов поэтического фестиваля (Миколаїв, 2012, 2013)
- ЗНАК: Альманах молодої української літератури (Київ, 2013)
- Бандерштатна антологія (Луцьк, 2015)
- Mirror: anthology of modern Ukrainian poetry / Свічадо: антологія сучасної української поезії (Берлін, Німеччина, 2016)
- Березневі коти. ІІ антологія АртФесту (Ужгород, 2017)
- Антологія молодої української поезії III тисячоліття (Київ, 2018)
- Нейролирика (Харків, 2018)
- Поетична антологія «ПАРК Шодуара» (Житомир, 2018)
- Шостий конкурс «Міжнародна слов'янська поетична премія 2018»: збірка поезій (Харків, 2018)
- Колективна збірка поезій «Поетичне метро» (Київ, 2020)
- Антологія молодої української поезії «РИМОВА. ДО 30+» (Київ, 2021)
- Ukraine In the work of international poets («Україна у творах поетів зі всього світу») (Лондон, Об'єднане королівство, 2022)
- قصائد ولوحات أوكرانية من خطوط النار («Українські вірші та рисунки з лінії вогню») (Каїр, Єгипет, 2022)
- Under Ukrainas öppna himmel («Просто неба України») (Ліндерод, Швеція, 2022)
- POETI D'UCRAINA («Поети України») (Сеґрате, Італія, 2022)
- Sunflowers: Ukrainian Poetry on War, Resistance, Hope and Peace («Соняшники: українська поезія про війну, спротив, надію і мир») (США, 2022)
- Säe den Weizen, Ukraine: Lyrik zum Krieg aus der Ukraine und Georgien («Сій пшеницю, Україно: українська та грузинська поезія про війну») (Берлін, Німеччина, 2022)
- Ukrajina 2022: pjesnički ljetopis rata («Україна 2022: поетичний літопис війни») (Загреб, Хорватія, 2022)
- In the Hour of War: Poetry from Ukraine («У час війни: поезія з України») (США, 2023)
- WÖRTER IM KRIEG («Словник війни») (Берлін, Німеччина, 2023)
- «Словник війни» (Харків, Україна, 2023)
- Razboiul mi-a luat tot («Війна забрала в мене все») (Кишинів, Молдова, 2023)
- Slovník vojny («Словник війни») (Словаччина, 2023)
- Bloodlands 20/22 Belarus/Ukraine («Криваві землі 20/22 Білорусь/Україна») (Лондон, Об'єднане королівство, 2023)
- Поміж сирен. Нові вірші війни (Харків, Україна, 2023)
- ომის ლექსიკონი («Словник війни») (Тбілісі, Грузія, 2023)
- 戦争語彙集 («Словник війни») (Токіо, Японія, 2023)
- Пра словы і цішыню паміж імі. Зборнік украінскай паэзіі («Про слова і тишу між ними. Збірка української поезії») (Ліндерод, Швеція, 2022)
- A Ukrainian Dictionary of War («Словник війни») (Орегон, США, 2024)
- In principio erat Verbum. Україна: Поезія часу війни (Львів, Україна, 2024)
- Poesía actual de Ucrania («Сучасна українська поезія») (Іспанія, 2024)
- Речник на войната («Словник війни») (Пловдив, Болгарія, 2024)
- Kara vārdnīca («Словник війни») (Латвія, 2025)
- Zona Zero. Danaemas. Del lodo a la luz («Зона Нуль. З бруду до світла») (Іспанія, 2025)

### Переклади

#### Поезія, проза, есеїстика
- Дмітрій Кузьмін «Ковдри не передбачені» (поезія; переклад із російської: Олесь Барліг, Богдан-Олег Горобчук, Сергій Жадан, Михайло Жаржайло, Юрій Завадський, Дмитро Лазуткін, Марта Мохнацька та Іван Гнатів, Лесик Панасюк, Антон Полунін, Ігор Сід, Фрідріх Чернишов) (Тернопіль, 2018)
- Артьом Вєрлє «Як пробачити сніг» (поезія; переклад із російської, упорядкування) (Харків, 2019)
- Вальжина Морт «Епідемія троянд» (поезія; спільний переклад з англійської та білоруської: Лесик Панасюк і Дарина Гладун) (Київ, 2019)
- ЖЫВЕ БЕЛАРУСЬ! За нашу і вашу свободу! : Антологія сучасної білоруської поезії (поезія; спільний переклад українською, кримськотатарською, литовською, їдиш-білоруською, латиською та польською із білоруської) (Вінниця, 2020)
- БумБамЛіт. Анталогія беларускай паэтычнай рэвалюцыі / БумБамЛіт. Антологія білоруської поетичної революції (поезія, есеї, спогади і щоденникові нотатки; білоруською та українською, переклад із білоруської: Ігор Астапенко, Ярослав Гадзінський, Дарина Гладун, Яніна Дияк, Віктор Іщенко, Дмитро Лазуткін, В'ячеслав Левицький, Лесик Панасюк, Богуслав Поляк, Сергій Рубнікович, Ірина Сажинська, Юлія Стахівська, Олексій Шендрик, Павло Щириця) (Київ, 2021)
- Ія Ківа «Ми прокинемось іншими: розмови з сучасними білоруськими письменниками про минуле, теперішнє і майбутнє Білорусі» (переклад поезій Уладзя Лянкєвіча; спільний переклад із Дариною Гладун поезій Вальжини Морт) (Чернівці, 2021)
- Сергій Прилуцький «Еврідіка не озирається» (поезія; переклад із білоруської Олени Степаненко та Лесика Панасюка) (Київ, 2021)
- Станіслав Бельський «Quaternion» (поезія; переклад українською автора, Лесика Панасюка та Марії Сташко) (США, 2024)
- Ілля Камінський «Глуха республіка» (поезія; спільний переклад з англійської: Лесик Панасюк і Дарина Гладун) (Київ, 2025)

#### Драма
- Лібрето «ЛІМБ» Патріка Хана (спільний переклад українською: Лесик Панасюк і Дарина Гладун) (виставка «Корисні копалини», Київ, 2021)[70]

#### Кіно
- Субтитри для документального фільму «Свідки готові» (спільний переклад українською: Лесик Панасюк і Дарина Гладун) (виставка «Корисні копалини», Київ, 2021)[71]

### Дитяча література
- Це теж зробила вона (Київ, 2018)

### Перформанси
- Літературний перформанс «На руїнах» в рамках фестивалю Osten-Saken (разом із Дариною Гладун) (Немішаєве, 2017)
- Серія перформансів під час Школи перформансу під керівництвом Януша Балдиґи в рамках Днів мистецтва перформанс (Львів, 2019)
- Перформанс «Я тримаю прапор (О)» у рамках фестивалю Air ГогольFest (разом із Дариною Гладун) (Вінниця, 2019)
- Серія докамерових перформансів у рамках Лабораторії перформансу Семінару творчої молоді (Україна, 2020)
- Перформанс «Капуста» в рамках вечора Archive : performance art of Ukraine (Київ, 2021)
- Перформанс «Відро води» в рамках Equinox to Equinox (Буча, 2021)

## Відзнаки та культурні події

### Відзнаки та премії
- Літературний конкурс «СУП» (Сучасна українська поезія) — ІІ премія (2010, Рівне, Україна)
- Міжнародний поетичний конкурс «Ватерлінія» — спецвідзнака (2012, Миколаїв, Україна)
- Літературний конкурс «Молода республіка поетів» — гран-прі (2013, Львів, Україна)
- Літературний конкурс видавництва «Смолоскип» — ІІ премія (2014, Київ, Україна)
- Літературний конкурс «Гайвороння: рокірування» — гран-прі (2017, Львів, Україна)
- Міжнародна слов'янська поетична премія — ІІ премія (2018, Харків, Україна)
- Найкращі книжки року за версією PEN Ukraine — за збірку «Крики рук» (2018, Київ, Україна)
- Конкурс докамерових перформансів у рамках Семінару творчої молоді — гран-прі (2020, Україна)
- Найкраща книжка фестивалю TOLOKA-2020 — за збірку Вальжини Морт «Епідемія троянд» (переклад Лесика Панасюка і Дарини Гладун) (2020, Запоріжжя, Україна)

### Стипендії
- Стипендія Президента України для молодих письменників і митців у сфері музичного, театрального, образотворчого, хореографічного, естрадно-циркового мистецтва та кіномистецтва (2019, Київ, Україна)[72]
- Стипендія для письменників і перекладачів від Міжнародного будинку письменника і перекладача (2019, Вентспілс, Латвія)
- Стипендія для спеціалістів культури та креативних індустрій від House of Europe (2020, Київ, Україна)
- Стипендія для письменників і перекладачів від Староміського будинку культури (2021, Варшава, Польща)
- Стипендія для представників культурної сфери від Наукового товариства імені Тараса Шевченка (2022, Нью-Йорк, США)[73]
- Стипендія для письменників від Дартмутського коледжу (2022, Гановер, США)
- Стипендія для письменників і перекладачів від Literary Colloquium Berlin (2022, Берлін, Німеччина)
- Стипендія для письменників, перекладачів та літературних критиків від PEN Ukraine (2023, Київ, Україна)[74]
- Стипендія для письменників і перекладачів від Translatorium у рамках BAZHAN residency (2023, Кам'янець-Подільський, Україна)
- Стипендія для письменників DUSS від Альбертського університету (2023, Едмонтон, Канада)

### Резиденції
- Резиденція для письменників і перекладачів від Міжнародного будинку письменника і перекладача (2019, Вентспілс, Латвія)[75]
- Резиденція для письменників і перекладачів від Староміського будинку культури (2021, Варшава, Польща)[76]
- Мистецька резиденція MC 6 (2021, Славське, Україна)[77]
- Перекладацька резиденція від Translatorium (2022, село Бабин, Україна)[78]
- Резиденція для письменників і перекладачів від Literary Colloquium Berlin (2022, Берлін, Німеччина)[79]
- Резиденці для письменників і перекладачів BAZHAN residency (2023, Кам'янець-Подільський, Україна)[80]

### Фестивалі
- Літературна сцена фестивалю «Трипільське коло» (2009, Ржищев, Україна)
- Форум Видавців (2010–2019, Львів, Україна)
- Літературна сцена фестивалю ZaxidFest (2011, Родатичі, Україна)
- ГогольFest (2012–2013, Київ; 2019, Вінниця; 2020, Дніпро, Україна)
- Книжковий Арсенал (2011–2019, 2023, Київ, Україна)
- «Shevchenko's Sources | Шевченкові джерела» (2014, Нью-Йорк, США)
- Літературна сцена фестивалю «Бандерштат» (2014, Луцьк, Україна)
- Meridian Czernowitz (2014–2015, Чернівці, Україна)
- Київські Лаври (2014–2017, Київ, Україна)
- Літературний фестиваль «Славянскі вянок» (2015, Береза, Білорусь)
- Запорізька Книжкова Толока (2015–2017, Запоріжжя, Україна)
- Літературний фестиваль Puls Literatury (2016, Лодзь, Польща)
- Літературна сцена фестивалю Independence FEST (2016, Київ, Україна)
- Літературна сцена фестивалю «Ї» (2016, Тернопіль, Україна)
- Літературна сцена фестивалю Kyiv Poetry Week (2016–2017, Київ, Україна)
- Театральний фестиваль Osten-Saken (2017, Немішаєве, Україна)
- Перекладацький фестиваль Translatorium (2017, 2021, 2023, Хмельницький, Україна)
- Літературна сцена фестивалю «Ніч у PinchukArtCentre» (2018, Київ, Україна)
- Літературна сцена фестивалю «Острів Європа» (2018, Вінниця, Україна)
- Літературний фестиваль Kontext (2018–2019, Харків, Україна)
- Contemporary Ukrainian Poetry Festival (2020, Торонто, Канада)
- International Poetry Mundial (2021, Перу)
- TEERANDAZ International Festival of Poetry (2021, Бангладеш)
- Mashiv Haru'ach Poetry Festival (2022, Ізраїль)
- Книжковий ярмарок Bokmässan (2022, Ґетеборг, Швеція)
- 88th PEN International Congress (2022, Уппсала, Швеція)
- Літературний фестиваль Translationale (2022, Берлін, Німеччина)
- Фестиваль поетичного кіно ZEBRA Poetry Film Festival (2022, Берлін, Німеччина)[81]

### Виставки
- Проєкт художниці Марії Павленко «Місто Снігу» (поезія, вписана у графічні роботи художниці) (2012, Київ, Україна)
- Проєкт художниці та поетки Вікторії Черняхівської «Тканина віршів» (поезія, з якою мисткиня створила серію вишитих робіт) (2013, Київ, Україна)
- Проєкт мисткині та поетки Ірини Загладько «Вірш-Плакат» (поезія, з якою були створені плакати українськими художниками та дизайнерами) (2017, Львів, Україна)
- Персональна віртуальна виставка до 85 річниці Голодомору «Демонізація» (візуальна поезія разом із Дариною Гладун) (2018, Україна)[82]
- Венеційська бієнале (у рамках проєкту «Відкритої групи» разом із Дариною Гладун) (2019, Венеція, Італія)
- Виставка тривімірної поезії в пубілчному просторі міста Хмельницького (у рамках фестивалю Translatorium) (2021, Хмельницький, Україна)
- Виставка aCasă/ My Home (візуальна поезія разом із Дариною Гладун) (2022, Кишинів, Молдова)
- Виставка «Мені наснились звірі / I dreamed of the beasts / Śniły mi się bestie» (візуальна поезія разом із Дариною Гладун) (2022, Люблін, Польща)
- Виставка «Воєнний плакат весняного стану» (плакати з цитатами з віршів) (2023, Харків, Україна)[83]
- Мультимедійний альбом-інсталяція Survivor Syndrome Symphony (спільна поезія разом із Дариною Гладун) (2023, Роттердам, Нідерланди)
- Персональна виставка візуальної поезії «Скляний дім» (у рамках BAZHAN residency спільно з Дариною Гладун) (2023, Кам'янець-Подільський, Україна)[84]
- Персональна виставка візуальної поезії «Скляний дім» (у рамках фестивалю Translatorium спільно з Дариною Гладун) (2023, Хмельницький, Україна)[85]

### Театральні постановки та перформанси за віршами
- Театральна постановка «Озеленення території» в рамках фестивалю «КобзарТ» (галерея «Лавра») (2014, Київ, Україна)
- Театральний перформанс Re-co-naissance et dignité (2018, Париж, Ліон, Шазель-сюр-Ліон, Франція)
- Театральна постановка REQUIEM PENTRU BUCEA/Реквієм за Бучею (Національний театр імені Міхая Емінеску) (2022, Кишинів, Молдова)
- Театральна постановка Röster om Ukraina («Голоси України») (театр Dramaten) (2022, Стокгольм, Швеція)
- Театральна постановка «Arti/ Близько» (театр Alytaus) (2023, Алітус, Литва)

### Музичні проєкти
- Музично-поетичний проєкт «Жінки гоголя» для фестивалю «Гогольфест» (як музикант) (2013, Київ, Україна)
- Музично-поетичний проєкт Андрія Шийчука Poetry Beat (2017, Польща-Україна)
- Музично-поетичний проєкт Sound&Poetry Algorithmen від Ґете-інституту в рамках 26 BookForum (2019, Львів, Україна)
- Музично-поетичний «Контрапункт» в рамках фестивалю Air ГогольFest (2019, Вінниця, Україна)
- Музично-поетичний проєкт «Приватний портрет» в рамках фестивалю Book Space (2021, Дніпро, Україна)
- Музично-поетичний проєкт.doc від dreamdrift (2022, Україна)
- Благодійний музично-поетичний проєкт WAR POETRY DJ SET від Translatorium (2022, Хмельницький, Україна)

## Поетична творчість
Перша збірка Лесика Панасюка «Камінь дощу» вийшла в результаті перемоги на Молодій республіці поетів. Була надрукована ГО «Форум видавців» у 2013 році. Наступною збіркою стало «Справжнє яблуко», рукопис якої переміг у літературному конкурсі видавництва «Смолоскип», яке видало рукопис книжкою в 2014 році. Збірка також увійшла в короткий список літературного Конкурсу «Нагорода Фонду Петра і Лесі Ковалевих 2015 року». На обкладинках першої і другої збірки — роботи італійського ілюстратора Роберто Блефарі. Третьою збіркою в поетичному доробку стали «Крики рук», що вийшли друком у книжковій серії харківського журналу «Контекст» одразу в двох варіантах: в перекладі та в перекладі з українськими оригіналами. Переклали вірші російською Станіслав Бельський, Катерина Дерішева, Ія Ківа, Володимир Коркунов і Дмитро Кузьмін. На обкладинці — робота аргентинського ілюстратора Серхіо Родаса. «Крики рук» увійшли до списку найкращих поетичних книжок 2018 року за версією PEN Ukraine. Наприкінці 2019 року в румунському перекладі Івана Пілкіна у видавництві Tracus Arte вийшла збірка Insula Timpului («Острів часу»), куди ввійшли вірші Лесика Панасюка, Галини Римбу, Володимира Коркунова та Катерини Дерішевої. Поетична частина Панасюка мала назву «Музика під землею». На обкладинці — ілюстрація Лесика Панасюка. Книжка була презентована на найбільшому книжковому ярмарку Румунії Gaudeamus і стала найпродаванішою книжкою ярмарку. У 2023 році в серії «Перед лицем війни» видавництва Pogranicze в Польщі вийшла збірка Лесика Панасюка «Розкидані обличчя» в оригіналі та польському перекладі Анети Камінської. Обкладинку до збірки створила Юлія Шекет, проілюструвала — Анастасія Аврамчук. Також у 2023 році в польському видавництві Ars Cameralis вийшла друком спільна збірка Лесика Панасюка і Дарини Гладун «Портрет сонця в бомбосховищі» в оригіналі та польському перекладі Анети Камінської. До збірки увійшли експериментальні вірші, які були написа разом, а також серія поетичної фотографії «Бите скло». 

### Офіційний сайт
www.gladunpanasiuk.com/

### Поезія
- Відео проекту «Почути» з віршем Лесика Панасюка жестовою мовою
- Відео «Липень» із поетичної антології «Римова»
- Відеопоезія «Голос» із циклу «Долаючи тишу»
- Підбірка віршів Лесика Панасюка «Пульс» [Архівовано 1 липня 2017 у Wayback Machine.]
- Підбірка віршів Лесика Панасюка «Листя усіх тіней» [Архівовано 13 серпня 2017 у Wayback Machine.]
- Музичний трек на вірш Лесика Панасюка «Шелест і дзвін» (проєкт Poetry Beat)
- Музичний трек на вірш Лесика Панасюка «Особиста африка» (проєкт Poetry Beat)
- Підбірка віршів Лесика Панасюка «Особиста африка» [Архівовано 29 грудня 2019 у Wayback Machine.]

### Переклади
- Вірші Лесика Панасюка в перекладах Томаша Пєжхали польською
- Вірші Лесика Панасюка в перекладах Дмитра Кузьміна російською [Архівовано 19 жовтня 2017 у Wayback Machine.]
- Вірш Лесика Панасюка в перекладах Анети Камінської польською [Архівовано 5 серпня 2020 у Wayback Machine.]
- Відео з проєкту «Shevchenko's Sources», де звучить вірш Лесика Панасюка в оригіналі (читає автор) і в перекладі Тараса Малковича (читає перекладач) англійською [Архівовано 3 червня 2017 у Wayback Machine.]
- Вірші Лесика Панасюка в перекладах Станіслава Бельського російською [Архівовано 19 жовтня 2017 у Wayback Machine.]
- Вірш Лесика Панасюка в перекладі Діани Воннак угорською
- Вірші Лесика Панасюка в перекладах Катерини Деришевої російською [Архівовано 21 січня 2018 у Wayback Machine.]
- Відео проєкту «Re-co-naissance et dignité», де французький актор Лоїк Різер читає вірш Лесика Панасюка в перекладі Елли Євтушенко та Ліди Зінько французькою
- Вірші Артема Вєрлє в перекладах Лесика Панасюка [Архівовано 30 червня 2017 у Wayback Machine.]
- Вірші Артема Вєрлє в перекладах Лесика Панасюка для місячника «Листок»
- Вірші Рафала Ґавіна в перекладах Лесика Панасюка [Архівовано 19 червня 2017 у Wayback Machine.]
- Вірші Уладзя Лянкєвіча в перекладах Лесика Панасюка [Архівовано 27 липня 2017 у Wayback Machine.]
- Вірші Юлі Цімафєєвої в перекладах Лесика Панасюка [Архівовано 13 серпня 2017 у Wayback Machine.]
- Вірші Васі Бєрєзіна в перекладах Лесика Панасюка [Архівовано 14 вересня 2017 у Wayback Machine.]
- Підбірка віршів Лесика Панасюка в перекладах російською [Архівовано 9 червня 2018 у Wayback Machine.]
- Вірші Лесика Панасюка в перекладах Володимира Коркунова російською [Архівовано 15 серпня 2018 у Wayback Machine.]
- Вірші Варсан Шайр в перекладах Лесика Панасюка
- Вірші Ії Ківи в перекладах Лесика Панасюка [Архівовано 9 грудня 2018 у Wayback Machine.]
- Вірші Олександра Авербуха в перекладах Лесика Панасюка
- Вірші Луїзи Ґлік у перекладах Лесика Панасюка і Дарини Гладун [Архівовано 30 жовтня 2020 у Wayback Machine.]

### Дизайн
- Дизайнерське портфоліо на Behance [Архівовано 24 грудня 2013 у Wayback Machine.]
- Проєкт редизайну Харківського метрополітену
- Проєкт брендингу міста Буча

### Статті / Інтерв'ю
- Василь Карп'юк: П'ять свіжих збірок більш-менш молодих українських поетів [Архівовано 20 жовтня 2017 у Wayback Machine.]
- Настасія Євдокимова: Маленький поет у великому світі
- Олег Коцарев: Козирна сімка української поезії осені-2014 [Архівовано 19 жовтня 2017 у Wayback Machine.]
- Олег Коцарев: Вірші як експонати [Архівовано 19 жовтня 2017 у Wayback Machine.]
- Василь Голобородько: Полювання за справжнім світом [Архівовано 20 жовтня 2017 у Wayback Machine.]
- Іра Кулянда: Поезія — це постійне розхитування човна: головне вчасно вистрибнути
- Людмила Золотюк: Поета кусають ті ж змії, що і всіх, але поет знає, як зробити протиотруту [Архівовано 20 жовтня 2017 у Wayback Machine.]
- Людмила Золотюк: Поети з Житомира Богдан-Олег Горобчук і Лесик Панасюк узяли участь у проекті «Долаючи тишу» [Архівовано 19 січня 2018 у Wayback Machine.]
- Олег Коцарев: Розмаїття — понад усе: дев'ять новинок української поезії [Архівовано 3 серпня 2018 у Wayback Machine.]
- Ранок на каналі UA: Житомир 07.11.18
- Про що у Луцьку розповідала поетка Вальжина Морт [Архівовано 13 квітня 2022 у Wayback Machine.]
- Ольга Балла: Виходити і не озиратись [Архівовано 24 жовтня 2020 у Wayback Machine.]
- Оксана Гаджій: Судять за обкладинкою: дизайнери про оформлення книжок [Архівовано 12 серпня 2020 у Wayback Machine.]
- Людмила Ваннек: Хочу показати обличчя білоруської революції [Архівовано 18 березня 2021 у Wayback Machine.]
- Смарагда Ніжинська та її історія (подкаст)
- Мар'яна Хемій: Чим корисні челенджі та як вони допомагають професійно зростати
- Марія Пілкін: Розслідування війни (щомісячник Timpul, №11, березень, 2022 рік)
- Думітру Курду: Війна — це найгірше, що зі мною сталося (щомісячник Timpul, №12, квітень 2022 рік, ISSN 1223–8597)
- Одеса Багрій: Потрібно тільки уважно дивитися [Архівовано 19 червня 2022 у Wayback Machine.]
- Олеся Богдан: Українська мова зараз — мій дім: досвід письменників, які опинилися поза домом
- Шахар-Маріо Мордехай: Це в першу чергу культурна війна, але росію більше ніхто не боїться [Архівовано 21 травня 2022 у Wayback Machine.]
- Ростислав Кузик: Втеча з Бучі, росіяни в квартирі, жук поетичний, експерименти з поезією | Епізод 4 подкасту «Поети. Поетки. Війна» від Літературного роз'єднання Грань
- Тетяна Родіонова: Перша розмова із серії «Поезія під час війни» в рамках BAZHAN residency
- Тетяна Павлінчук: Зашморг повторення жаху: іконічність у поезії Лесика Панасюка та Дарини Гладун